# Chrysso questona
Chrysso questona là một loài nhện trong họ Theridiidae.
Loài này thuộc chi Chrysso. Chrysso questona được Herbert Walter Levi miêu tả năm 1962.